# San José de Cervera
San José de Cervera är en ort i Mexiko.   Den ligger i kommunen Guanajuato och delstaten Guanajuato, i den centrala delen av landet, 280 km nordväst om huvudstaden Mexico City. San José de Cervera ligger 1 897 meter över havet och antalet invånare är 1 629.
Terrängen runt San José de Cervera är kuperad norrut, men söderut är den platt. Runt San José de Cervera är det ganska tätbefolkat, med 160 invånare per kvadratkilometer. Närmaste större samhälle är Guanajuato, 7,2 km nordost om San José de Cervera. Trakten runt San José de Cervera består i huvudsak av gräsmarker.